# Kloster Bzommar
Bzommar (auch Zmmar, armenisch Զմմառ, arabisch بزمار) ist ein armenisch-katholisches Kloster im Libanon.

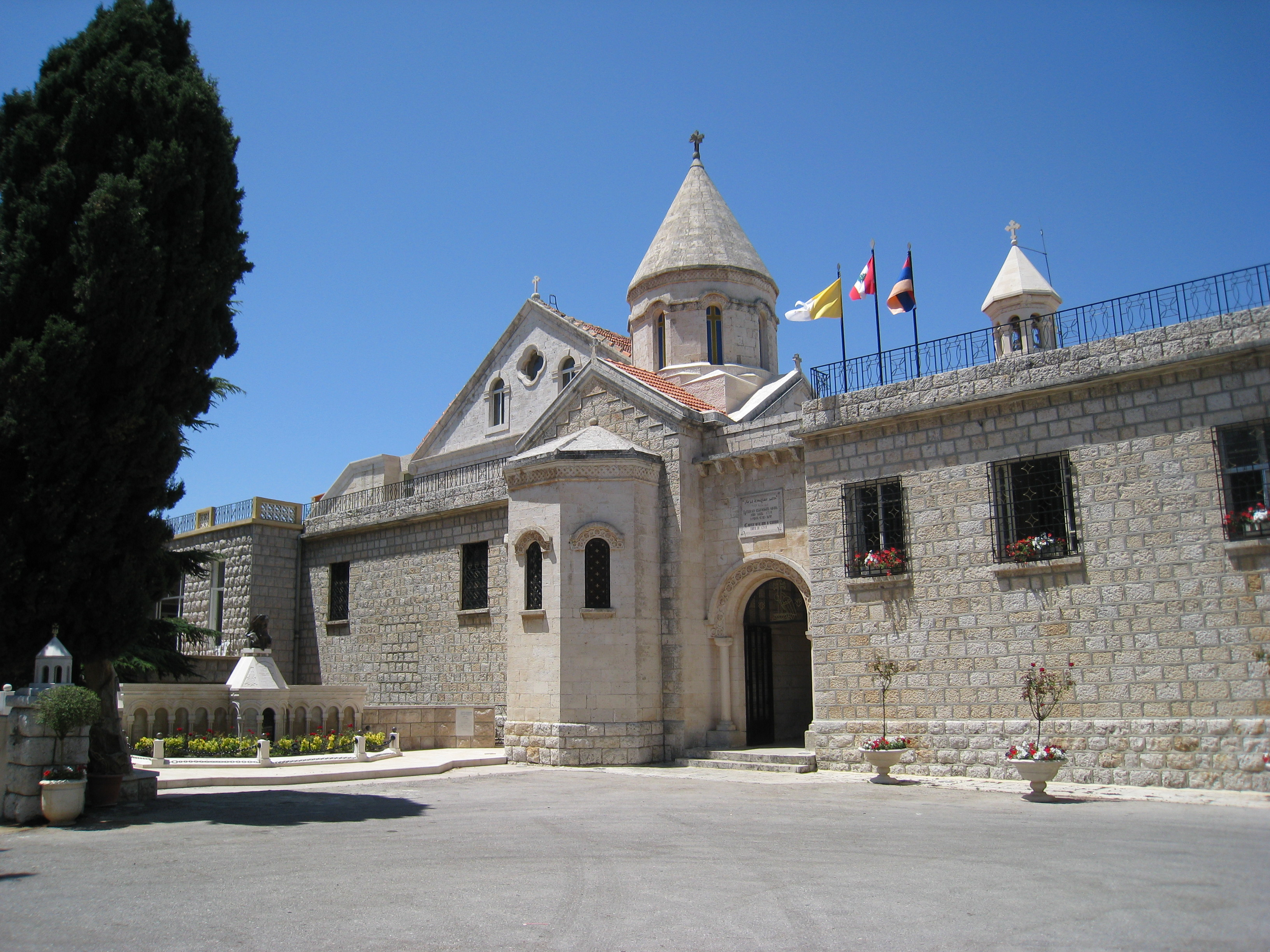
Kloster Bzommar

Der Konvent liegt 30 Kilometer von Beirut entfernt auf einem bewaldeten Hügel auf 930 m Höhe. Von 1749 bis 1866 und seit 1928 wieder ist Bzommar Amts- und Wohnsitz des armenisch-katholischen Patriarchen von Kilikien. Bzommar ist ferner Sitz der Ordensgemeinschaft des armenisch-katholischen Patriarchalen Instituts (ICPB).
In der Bibliothek von Bzommar wird das aus dem Jahr 1323 stammende älteste Manuskriptfragment der Chronik des Matthias von Edessa aufbewahrt.

## Galerie

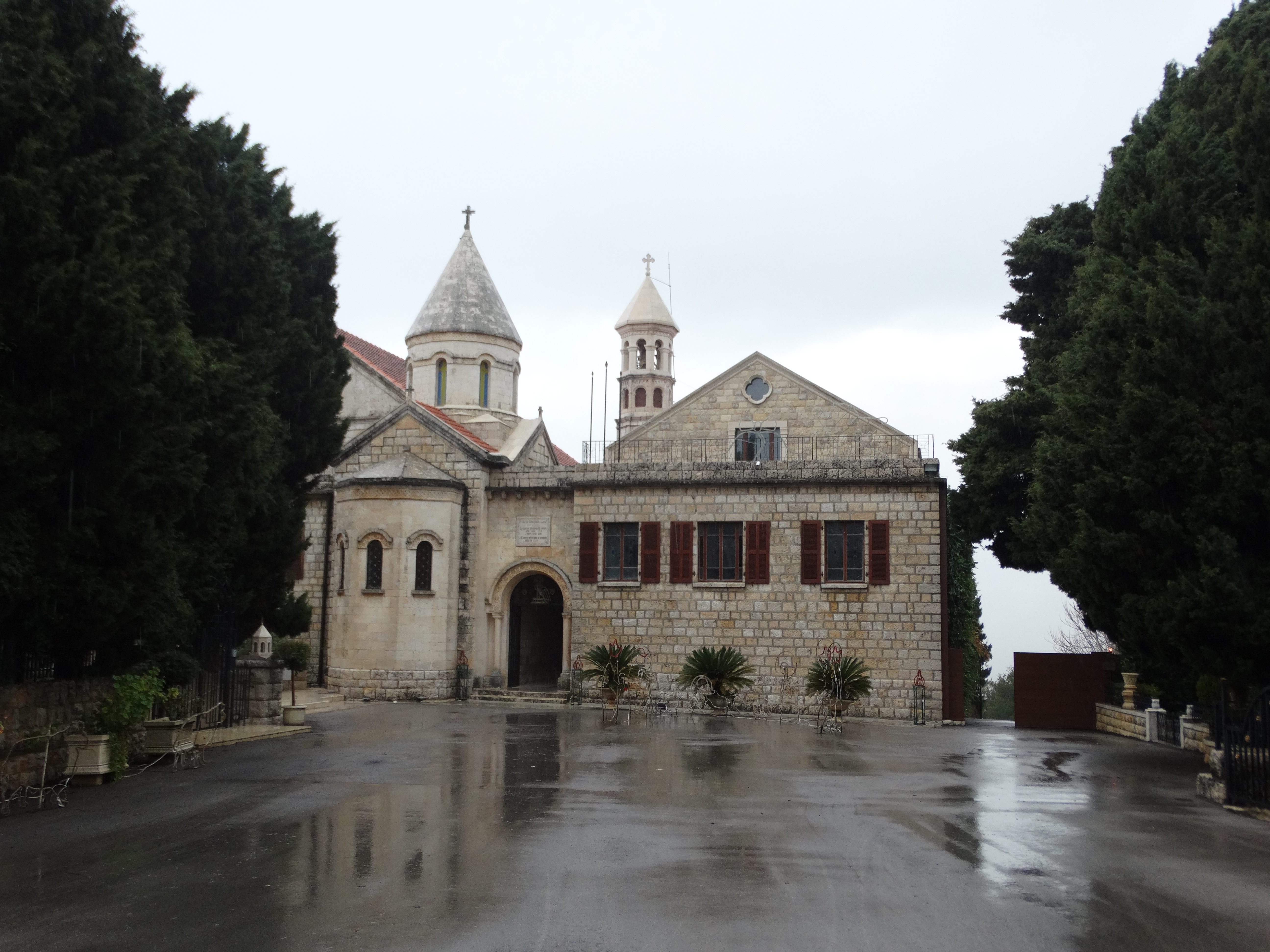
Kloster Bzommar
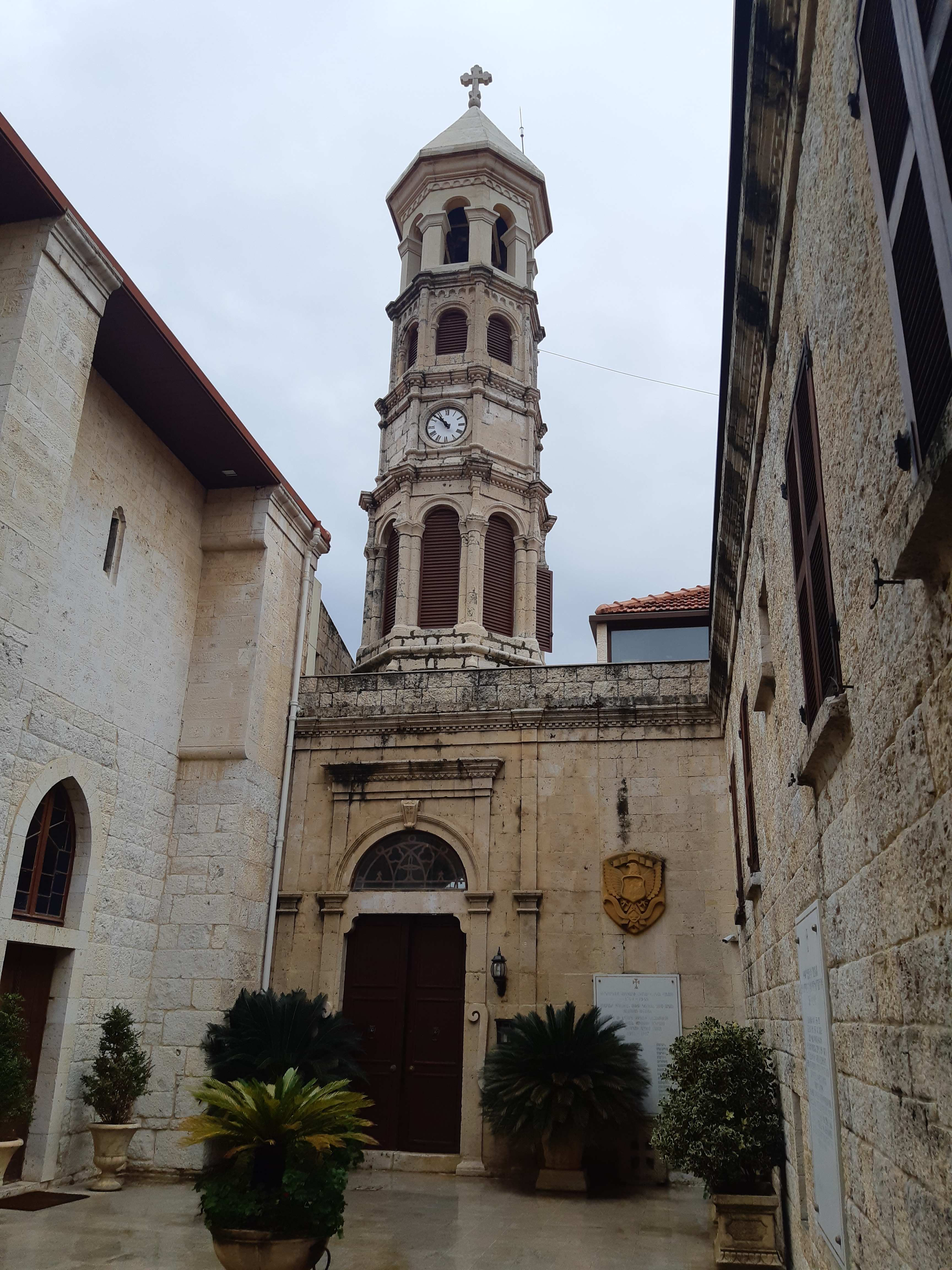
Kloster Bzommar, der Turm
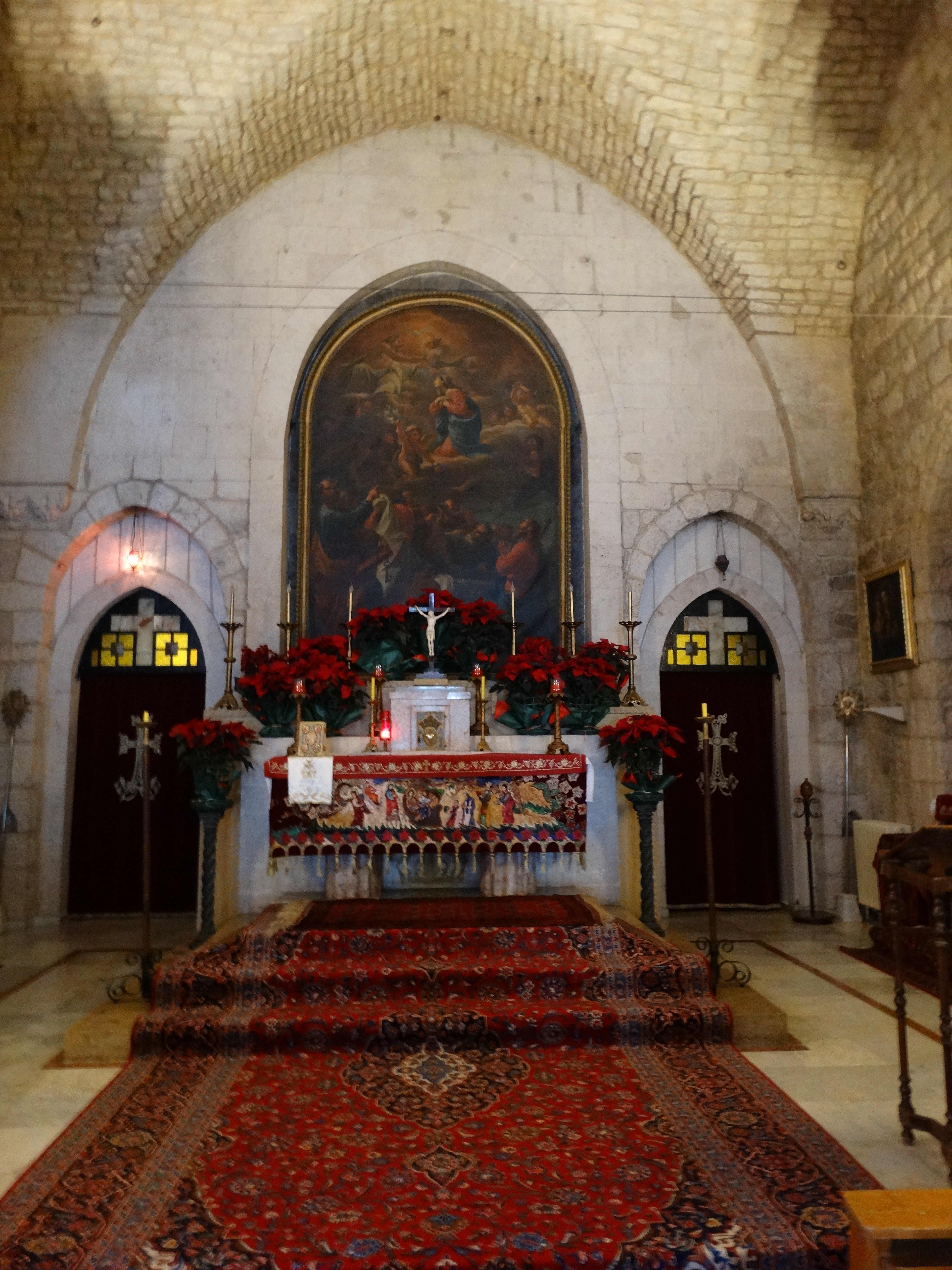
Die Kirche Notre-Dame
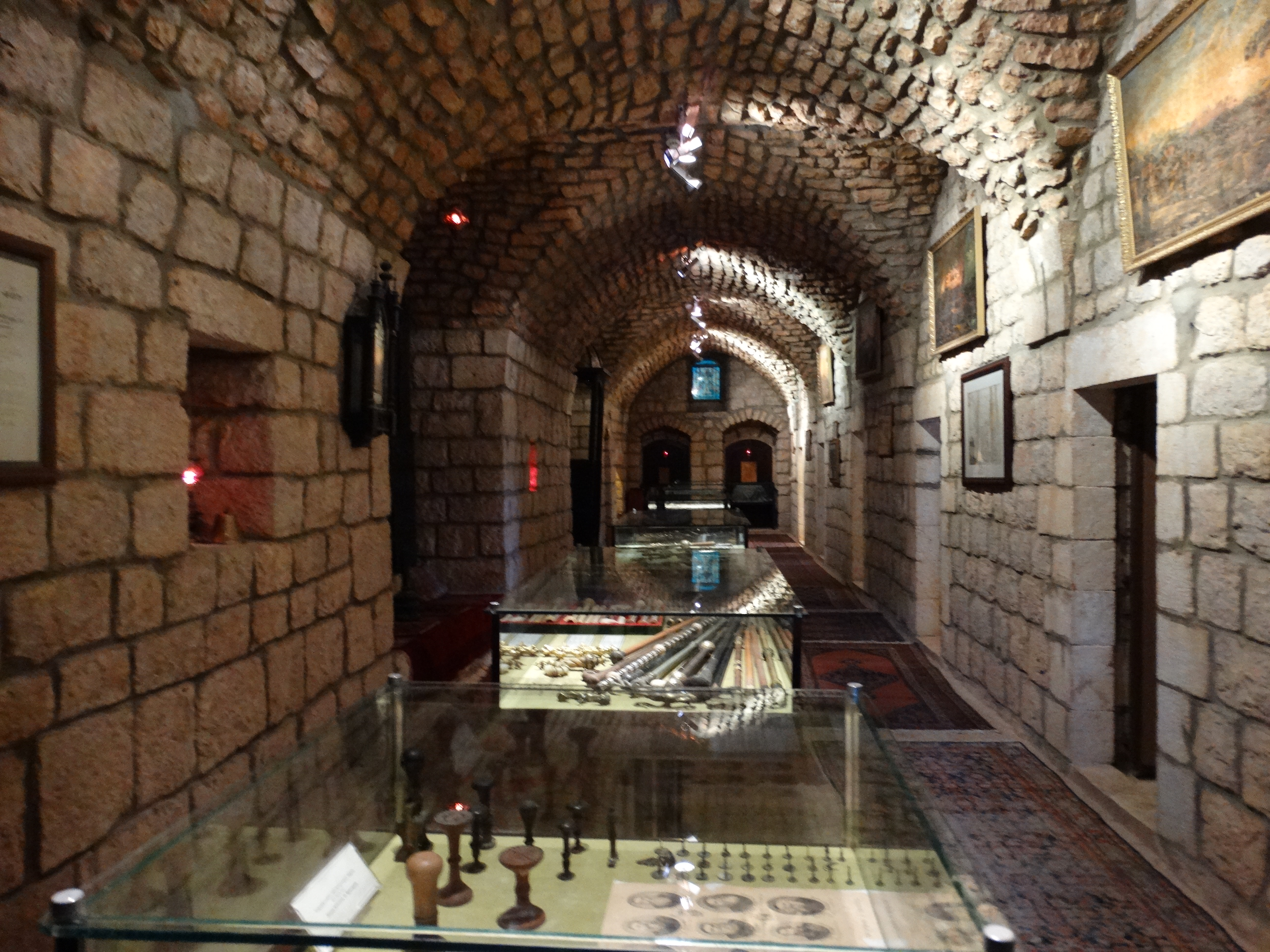
Das Klostermuseum
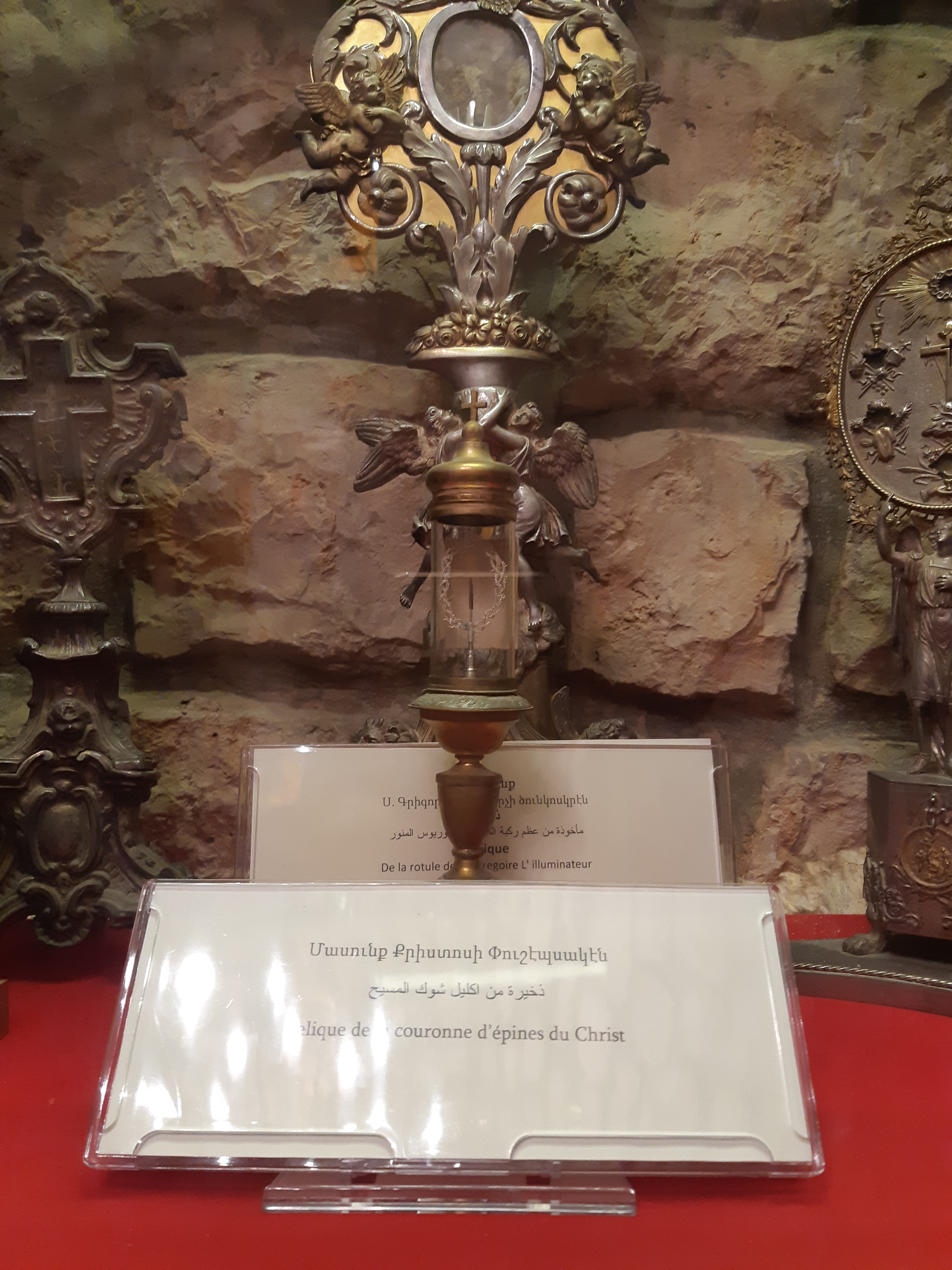
Eine Reliquie aus der Dornenkrone Christi
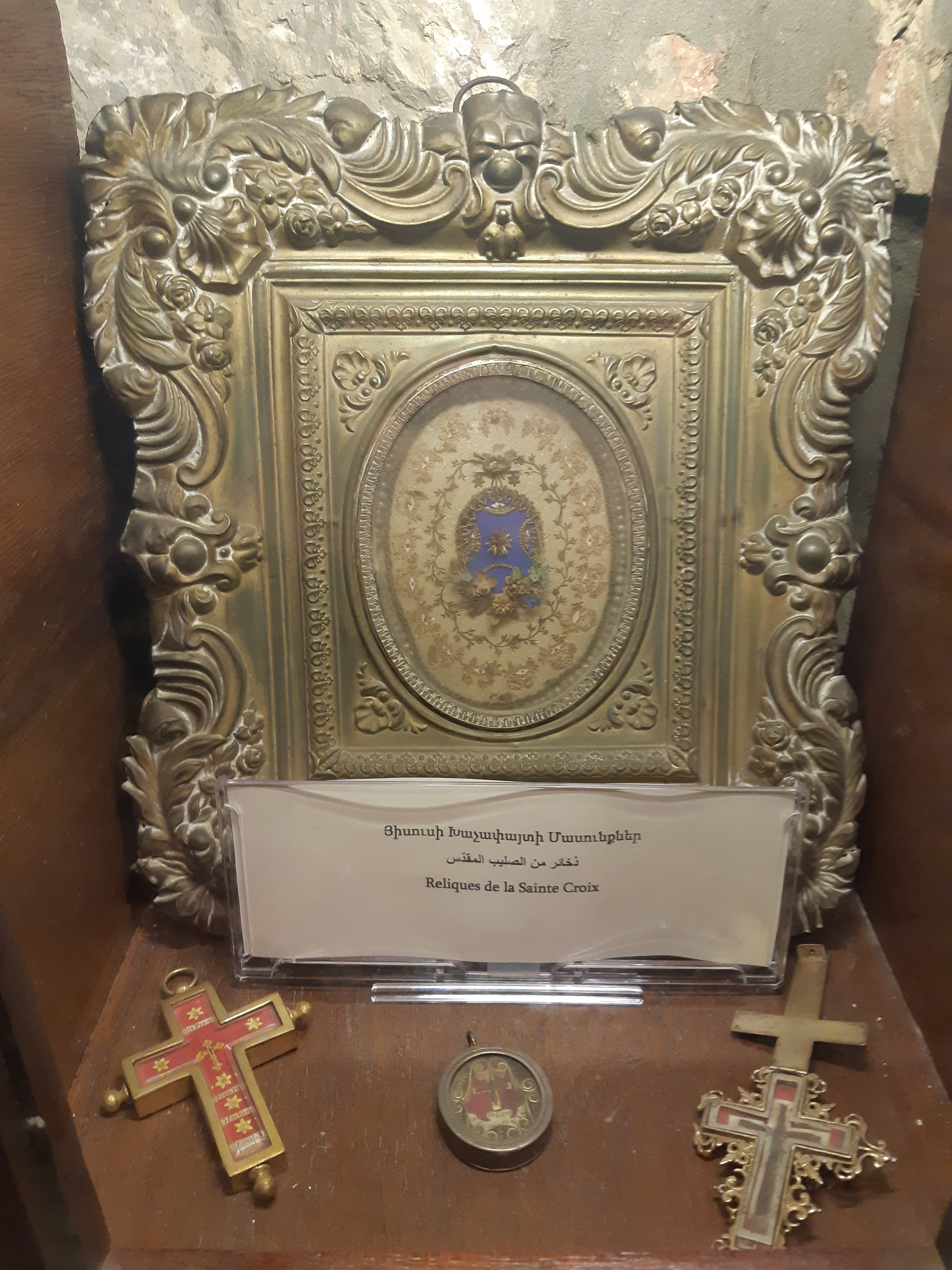
Die Überreste des Kreuzes Jesu
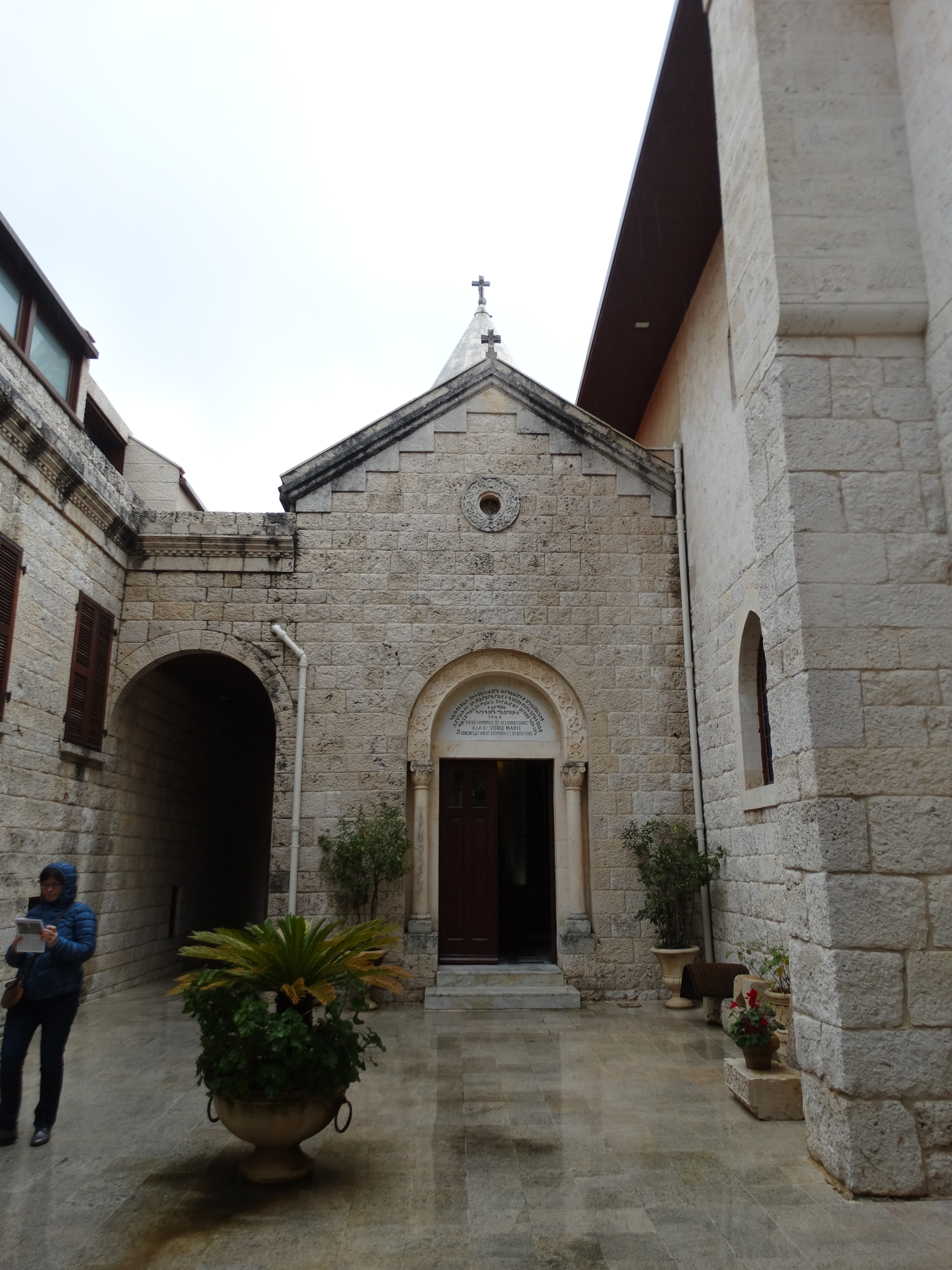
Die Klosterkapelle
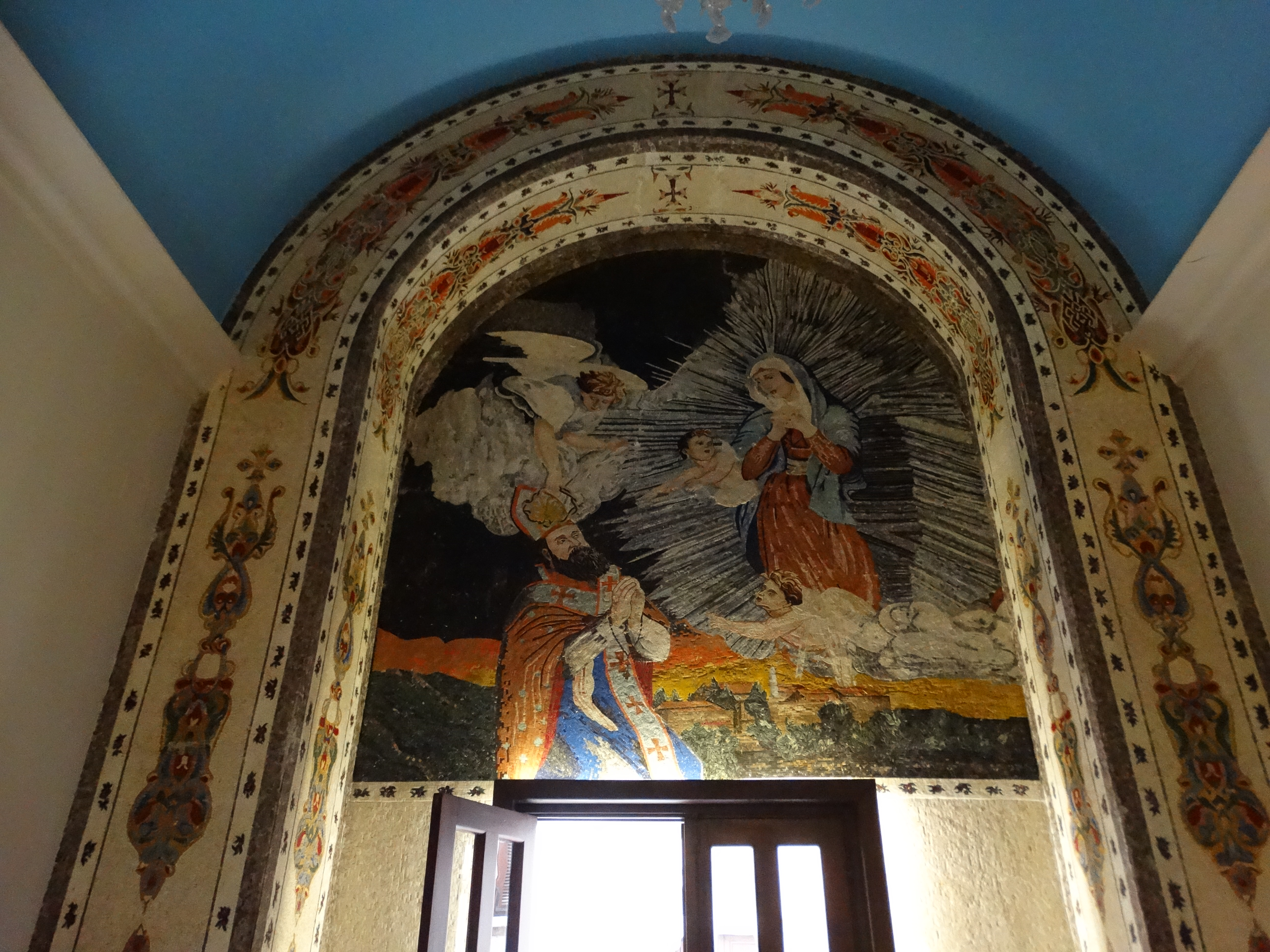
In der Klosterkapelle